# Державний лад Римської республіки

Штандарт Римської республіки

## Формування демократії в Римській республіці в V–IIIст. до н. е.

### Витоки республіки в Римській державі. Реформи Сервія Туллія та кодифікація законів дванадцяти таблиць

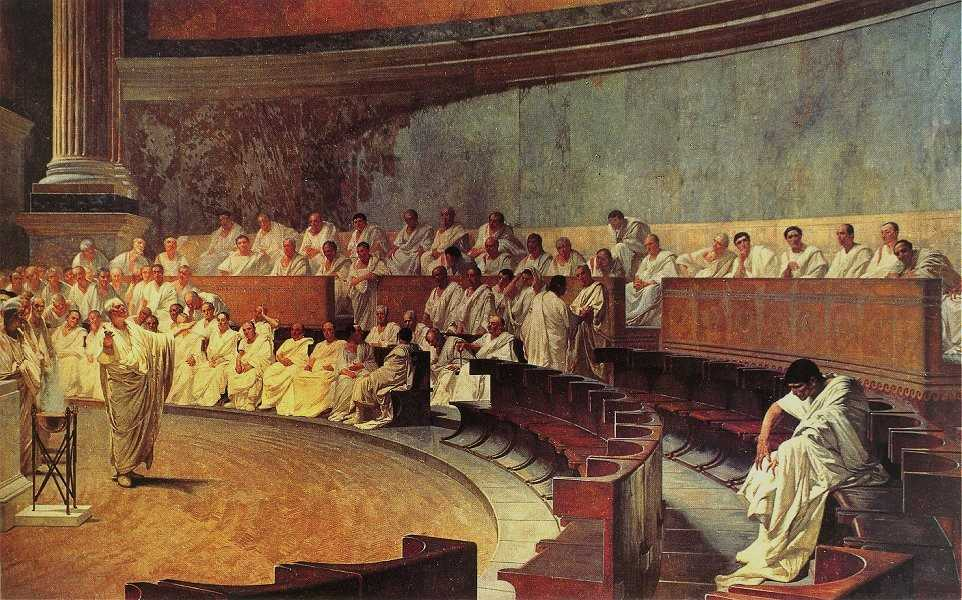
Цицерон засуджує Катіліни, фреска Чезаре Маккарі, Палаццо Мадама, 1882-1888

Починати розгляд даної проблеми доцільно з розуміння поняття «республіка» яке було характерним для того часу. Респу́бліка — епоха в історії Стародавнього Риму, що відрізнялася аристократично-олігархічною формою правління, в якій вища влада головним чином зосереджувалася руках сенату та двох консулів. Іноді умовно підрозділяється на Ранню і Пізню. Латинський вираз «res publica» означає «загальна справа».
Роком встановлення республіки в Римі вважається 509 рік до н. е. Однак для перших років республіки, як і для царського періоду, ми маємо більше тверді дані ніж при з'ясуванні питання про форми суспільного устрою.
Згідно з дослідженнями В. В. Дементьєвої[джерело?] Римська держава за своєю сутністю було рабовласницькою, за формою правління — рабовласницько-демократичною республікою для своїх громадян. Якщо громадяни Риму мали права, то негромадяни Риму були обмежені у своїх правах. У Римській республіці поєднувалися аристократичні і демократичні риси, при істотному переважанні перших. Римська аристократична олігархія фактично керувала республікою, а представництво вільних громадян, в управлінні державою зводилося до декоративної присутності.
У так званий ранній республіканський період своєї історії Рим вступає як типове місто-держава, політична влада в якому належить громаді рабовласників і землевласників. Характерним явищем в рамках громадянської громади була римська сім'я — familia. Вона була, за поглядами самих древніх римлян, державою в мініатюрі. Влада батька родини над її членами була безмежна. Крім того, ця влада була самостійною і незалежною відносно загальнодержавної влади, яка, таким чином, не могла втручатися в розпорядження батька в межах родини. Глава сім'ї — верховний господар сімейної власності, верховний жрець сімейного культу і суддя, який має право на життя і смерть членів сім'ї. Влада батька, глави сім'ї, поширювалася не тільки на членів сім'ї у вузькому сенсі слова, а й на рабів, які в Римі включалися до складу сім'ї.
Також, нам відомо, що в Римі з'являється таке явище як «партія». Сам же термін “партія” (лат. pars/partis — частина, галузь, відділ) існує ще з давньоримських часів, поняття “політична партія” як ми розуміємо його зараз — витвір новітньої доби. Ці так звані партії не могли з'явитися в Римі на порожньому місці, тому що їх появі сприяли певні передумови. Оскільки, як відомо партії формувалися за певними класовими розбіжностями, принципами побудови суспільства та ін. Але головною причиною появи політичних партій в Римі якраз і стала класова нерівність, що спричиняло до відкритої боротьби за права пригнічених. Особливу увагу на це звернув Теодор Моммзен в «Історії Риму», де він приділив велику увагу класовій, а потім так званій партійній боротьбі в Римі. Він пояснює утворення держави в Римі: «Так з'єднанням родів склалася держава, а їх земельні наділи утворили її територію. Кожен законний нащадок одного з родоначальників був громадянином цієї держави і вони називалися „батьківськими дітьми“. Перед так званою общиною всі її члени і учасники були рівноправні, хоча в середині сімей дорослі сини не підкорялися повній волі батька». За даною тезою із слів Теодора Моммзена, можна зрозуміти, що держава в Римі була утворена з так званих родів і їх земельних наділів. Відомо, що саме сенат відіграв важливу роль в утворенні партій в Римі. Теодор Моммзен зазначав, що в Римі з давніх часів визнавалося існування 300 родів, які й давали 300 сенаторів у римський державний орган. Зокрема російський дослідник П. А. Аліпов зазначав, що в ті часи в Римі люди мали таке розуміння, що влада на їх думку, повинна була зосереджуватися в руках аристократії або багатих людей, які зосереджували в своїх руках велику кількість земельних володінь, якими вони збагачувалися, а бідні люди в свою чергу потрапляли в боргову кабалу до них.

## Реформи Серрвія Туллія
Докладніше: Реформи Сервія Туллія
Політична історія Римської республіки V — IV ст. до н. е. характеризується зміцненням республіканського ладу і боротьбою плебеїв за його демократизацію. Проте, незважаючи на успіхи плебса, державний лад залишався аристократичним. Потужний удар родовій організації патриціїв був завданий в середині VI століття до н. е. реформою Сервія Туллія, шостого царя за римською історичною традицією.

Вона проводилася як військова реформа, проте соціальні наслідки її вийшли далеко за межі тільки військової справи, надавши вирішальне значення в утворенні давньоримської держави.

Римська республіка в IV–III вв. до н. е.

Спочатку римське військо було переважно патриціанським. Плебеї не входили у військову організацію. Виникла невідповідність між населенням Риму і кількістю виставлених ним воїнів. А загарбницька політика вимагала збільшення військ і фінансових витрат на ведення воєн. Необхідність залучення до військової служби плебеїв стала очевидною. Тому все населення Риму було розділено за майновим цензом на 5 розрядів, кожний з яких був зобов'язаний виставити певну кількість військових підрозділів — центурій.
Крім цих центурій, були ще 18 центурій вершників із самих багатих римлян з цензом понад 100.000 асів; а також п'ять не озброєних центурій: дві — ремісників, дві — музикантів і один з незаможних, яких називали пролетарями. Таким чином, всього було 193 центурії.
Центурії кожного з п'яти розрядів ділилися на дві частини: одна з них, стара, куди входили римляни від 45 до 60 років, призначалася для гарнізонної служби; інша — воїни від 17 до 45 років — молодша, призначалася для бойових походів. Для оцінки майна громадян, вся територія Риму була розділена на триби, які, не мали нічого спільного, з колишніми трьома племінними трибами. Нових, територіальних триб спочатку було створено 21: 4 міських та 17 сільських. За трибам проводився набір війська і стягувався податок на військові потреби. З часом складається з центурій військо стало брати участь у вирішенні питань, пов'язаних не тільки з війною і військовою справою. Поступово до центуріатних зборів переходило вирішення справ, якими раніше відали збори римських патриціїв у куріях. За традицією, центурії збиралися за межами міста, а куріатні збори проводилися в місті. Там виник новий вид народних зборів, в яких були представлені і патриції, і плебеї — центуріатні збори.
Кожна з 193 центурій мала при голосуванні один голос. Найбагатші римляни, переважно патриції, — вершники і центуріати 1 розряду, володіли 98 голосами, що забезпечувало їм перевагу у вирішенні будь-яких питань. Проте патриції переважали в центуріатних зборах не в силу своїх родових привілеїв, а як найзаможніші землевласники. Тому й плебеї могли потрапити в ці центурії. Отже, плебеї вийшли зі свого ізольованого положення відносно римської громади. Таким чином, важливе соціальне значення реформи Сервія Туллія полягало в тому, що вона заклала основи нової організації римського суспільства не тільки за родовим, а за майновим і територіальним принципом. 
Тим не менш, родовий лад ще не був знищений остаточно. Причому тільки поступово, центуріатні збори витіснили родову організацію. Це відбувалося в запеклій боротьбі плебеїв з патриціями, яка особливо загострювалася після повалення останнього рекса. У всьому процесі утворення римської держави значне місце займають війни та військова організація населення. Створення Сервієм Туллієм нового ополчення, яке змінило родові дружини, послужило руйнування древнього патріархального ладу і оформлення нових порядків, які носили політичний характер. Усунувши родоплемінний розподіл населення і розділивши все суспільство, включаючи плебеїв, на майнові розряди, Сервій Туллій тим самим позбавив будь-якого важливого значення родову знать і родову організацію. Разом з тим його реформа послужила основою для створення римської армії в формі рабовласницької міліції. Військо складалося тепер тільки з заможних громадян, озброєння і характер військової служби яких залежав від величини майна. Центуріатна організація призначалася і для політичних цілей, оскільки центуріатні коміції набули право на вирішення найважливіших політичних питань.
Таким чином, в VI–V ст. до н. е. майнова різниця в Римі знайшла відображення в його військовій організації. Участь того чи іншого громадянина в захисті общинної власності і в спільному її розпорядженні залежало від величини належної земельної ділянки. На даному етапі публічна влада зосередилася в руках військовозобов'язаних громадян. Для оформлення і утвердження держави в Римі велике значення мав поділ населення згідно з реформою Сервія Тулія за територіальними округами — трибами. За територіальними трибами проводився ценз, згідно з яким громадяни зараховувалися в той чи інший сервіанскій розряд в залежності від їх майнового стану. Крім того, за трибами проводився набір до війська і стягувався податок з громадян на військові потреби. Основою нового поділу населення полягала в забезпеченні, перш за все військових потреб держави та організації державної єдності, тому це можна назвати військово-адміністративним поділом. Верховне командування в армії здійснював орган патриціанської знаті — сенат. Сенат грав величезну роль в оголошенні війни та всіх справах, пов'язаних з веденням воєн, розподіляв командування між магістратами, нагороджував полководців, виділяв кошти на ведення війни. Магістри отримували верховне командування від центуріатних коміцій (претори, консули) або від сенату (диктатори). Вони втілювали інститут верховного командування. Всі головні римські магістри, згідно з реформою Сервія Тулія, були пов'язані з військовим відомством: квестори відали військовими витратами; цензори, проводячи ценз, визначали військову і податкову повинність громадян.
Офіцери ділилися на вищих і нижчих. Нижчі офіцери були, за вказівкою Сервій Туллій, командирами центурій. Вони висувалися на цю посаду з простих легіонерів і, як правило, не досягали більш високих посад. Вище офіцерство становили військові трибуни, легати, квестори і начальники кінноти. Військові трибуни належали до сенатського або вершницького стану і зазвичай починали цією службою свою політичну кар'єру. У кожному легіоні було по шість трибунів. Легати, безпосередні помічники головнокомандувача, призначалися сенатом і самі були сенаторами. Вони командували легіонами або їх з'єднаннями. Військовозобов'язаними вважалися громадяни у віці від 17 до 60 років які задовольняли вимоги майнового цензу. Звільнялися від військової повинності піхотинці, які прослужили не менше 16-20 років (учасники — 16-20 походів), і вершники, які прослужили не менше 10 років.
Особи, які володіли землею, але непридатні до військової служби, замість військової повинності платили гроші на утримання коней вершників. Набір здійснювався для кожної військової кампанії. У період реформи Сервія Тулія армія «брала» на себе виконання цілого ряду найважливіших функцій, внутрішніх і зовнішніх та економічних: постачання господарства рабами і матеріальними цінностями. Розростання магістратур відбувалося внаслідок завоювань. Таким чином, ускладнення державного апарату значною мірою було зумовлено військовим фактором.
Так на межі VI–V ст. до н. е. створювалася рабовласницька римська держава, якій були властиве класовий і територіальний поділ населення та особлива публічна влада і податки, необхідні для її утримання. Вона існувала у формі рабовласницької республіки. Рим даного періоду — місто-держава, в якому вільні громадяни спільно володіли державним земельним фондом і мали приватні землі. Одночасно вони були об'єднанням воїнів, що охороняли дані землі. Ця ж військова організація втілює головну силу влади панівного класу і відіграє провідну роль всередині держави. Його елементами виступали центуріатні і трибунатні коміції, де зосереджуються три види влади. Військо тут виступає органом влади і примусу одночасно.
Залишки родового ладу не могли бути ліквідовані відразу повністю й беззастережно. Тому ці реформи, які приписують Сервію Туллію, на думку істориків, не можна вважати одиничним актом, який водночас призвів до зміни соціально-політичного устрою римського суспільства. Ці зміни є результатом тривалих процесів, що відбувалися впродовж кількох століть. Органи родового устрою поступово модифікуються і стають органами державної влади; царська влада занепадає, і в Римі встановлюється республіка. Отже, організація влади, заснована на родовому ладі, продовжувала ще деякий час існувати поряд з організацією, заснованою на територіальному і майновому принципах. Ще майже понад 200 років тривала боротьба з первіснообщинними пережитками, а плебеї не припиняли домагатися рівних з патриціями прав. Але було очевидним, що військова демократія як форма організації влади в період існування і розкладу родоплемінного устрою зжила себе безповоротно. Свідченням завзятої боротьби між старою і новою владою, старими і новими відносинами є збереження ще деякий час після реформ Сервій Туллій царської влади (рекса). Останнім римським царем вважають Тарквінія Гордого, який правив Римом після смерті Сервій Туллій ще близько 25 років. Історична традиція змальовує його дуже самовпевненим і жорстоким, що викликало загальну неприязнь до нього. Безчинства і свавілля Тарквінія стали приводом до загального повстання (приблизно в 510–507 рр. до н. е.). Тарквіній і вся його родина були вигнані з Риму і повернулися до Етрусії, звідки й походили родом. Так закінчується у Римі царський період, після якого було встановлено республіканське правління. Але для республіканського правління в Римі в ті часи поставала необхідність до складення певних норм за якими б контролювати життя в країні та боротьбу партій в сенаті було б легше і дана б кодифікація цих норм була б основою для життя римського суспільства. Так і з'явилася в V столітті до н. е. знаменита кодифікація законів у дванадцяти таблицях. Закони були прийняті Народними зборами в два етапи. Першим етапом в 451 році до н. е. було прийнято 10 таблиць, а в наступному — 450 р. до н. е. — ще дві. Ціллю даного закону було послабити протистояння патриціїв і плебеїв за допомогою імплементації у традиційний аграрний порядок рівного для всіх приватного і кримінального права. Найбільш значимий факт — введеня грошей (ais) у поширеній в той час формі — мідних монет, які зважувались і відповідно до ваги мали свій номінал. Варто зазначити, що теперішній текст «Законів» все ж є реконструкцією заснованою на звичаєвій організації тогочасного суспільства. Проте він є основою (і першою писемною згадкою, що не дійшла до наших днів), на яку посилались правові діячі Стародавнього Риму, розвиваючи і доповнюючи юридичну думку в подальшому. Причини ж їхньої появи були такими: до середини V ст. до н. е. плебеї в боротьбі з патриціями домагаються деяких успіхів (відомо, що плебс у порівнянні з громадянами Риму мав обмежені права). У 451 р., як передає традиція, під тиском плебса була вибрана комісія з десяти чоловік для запису законів (decemviri legibus scribundis). Вона складалася з видатних патриціїв і була наділена широкими повноваженнями. Децемвіри користувалися надзвичайною владою. На цей рік не було обрано ні консулів, ні народних трибунів. Протягом першого року кодифікаційна робота не була закінчена, і на другий рік була вибрана друга комісія, що також складалася з десяти чоловік, але п'ять з них вже були плебеями. Другі децемвіри представлені традицією узурпаторами, що діяли не тільки проти плебеїв, але навіть і проти патриціїв. Це привело до другого вигнання (сецессії) плебеїв з Риму. Безпосереднім мотивом традиція вважає спробу децемвіра Аппія Клавдія незаконно позбавити свободи дочку плебея Віргінію. Лише втручання впливових громадян запобігло спалаху міжусобної війни. У 449 р. до н. е. між ворогуючими станами був укладений урочистий мир.
Були відновлені магістратури, що раніше існували і підтверджені права плебеїв, передусім закон про провокації (jus provocationis), за яким всякий громадянин міг апелювати до Народних зборів на несправедливе рішення магістрату (вищої посадової особи). Записані децемвірами закони були опубліковані для загального ві́дома.
Таким чином в результаті рівняння в правах плебеїв і патриціїв відбулося злиття старих патриціанських родів з верхівкою плебсу і утворилася нова аристократія — нобілітет. Поступово представники нобілітету захопили в свої руки керівництво сенатом і вищі державні посади. Політичний устрій Риму придбав характерні риси аристократичної республіки. Фактично провідна роль в управлінні державою належала сенату. Він відав державним майном і фінансами, зовнішньою політикою, військовими справами, питаннями релігії і культу, спостерігав за внутрішньою безпекою. Всі державні посади (магістрати) були колегіальними, короткостроковими і неоплачуваними. Формально за найвищий орган влади вважалося народне зібрання, де проходили вибори посадових осіб і приймалися або відкидалися нові законопроєкти. Організація управління завойованою Італією ґрунтувалася на знаменитому принципі: «розділяй і володарюй». Італійські міста і общини мали різний статус (див. Муниципії). На території підкорених общин створювалися колонії з римським або латинським правом.

### Початкова система влади та зародження партійної системи в Римській республіці
Стосовно зародків в Римській республіці партійної системи то серед науковців з приводу поділу суспільства країни на патриціїв і плебеїв існують різні думки. Деякі дослідники, наприклад, вважають такий поділ наслідком суто економічної диференціації; інші висловлюють думку, що патриції — це етруски, або самніти, котрі підкорили латинян, внаслідок чого завойовники стали — патриціями, підкорені — плебеями.
Молода Римська держава міцніла і розвивалася. Водночас їй доводилося вести напружену боротьбу з сусідами, які з усіх боків натискали на неї, але сміливими діями і вдалою зовнішньою політикою вона переможно виходила зі складних ситуацій, розширюючи свою територію, приумножуючи населення за рахунок приєднання сусідніх общин. Зокрема, на півночі Рим довго воював з етрусками, на сході та півдні з іншими латинськими племенами (сабінянами, еквами, вольсками, герніками та ін.). Ніхто з цих племен не мав наміру добровільно поступатися своєю владою Риму. Молода Римська республіка тільки почала зміцнюватись, як несподівано на початку IV ст. до н. е. Рим (і вся Італія загалом) зазнає жорстокого нашестя галлів (кельтів), котрі прийшли із-за Альп. Римське військо зазнало жорстокої поразки. Рим спустошено, спалено. Але галли не змогли взяти Капітолій, який облягали впродовж семи місяців і який було врятовано, за легендою, під час нічного штурму криком священних гусей. Врешті з'явилося римське військо із Вей, розбило галлів і вигнало їх з Риму.
Нові загострення відбуваються і всередині держави. Час від часу вибухають конфлікти між плебеями і патриціями. Плебеї продовжують домагатися рівноправ'я. Вони і далі не могли обіймати посади консулів, не могли бути сенаторами, їм не дозволяли брати шлюб з патриціями, закони встановлювали боргове рабство і навіть смертну кару за несплачені борги, патриції володіли найкращими землями та ін. Плебеї чинили тиск на патриціїв, вимагаючи нових, справедливих законів і порядків. У 494 р. до н. е., наприклад, на знак протесту покинули Рим, маючи намір заснувати окреме плебейське місто. Оскільки саме плебеї становили більшість римського війська, контролювали торгівлю і інше, то це надто сполошило римський сенат і патриціїв. Патриціям, щоб повернути плебеїв, довелося піти на поступки. Отже, плебеї здобули право обирати на своїх зборах у трибах двох народних (плебейських) трибунів — своїх уповноважених (потім їх стало 10). Вони захищали інтереси плебеїв, забороняли рішення державних органів і урядовців (крім Народних зборів), якщо ці рішення були несправедливі стосовно плебеїв. У подальшому трибуни домоглися права брати активну участь в управлінні справами всього римського суспільства.
Другою великою перемогою плебеїв було прийняття в 450 р. до н. е. збірки перших писаних законів — Закони Дванадцяти таблиць. Плебеї домоглися ще інших успіхів. У 445 р. до н. е. на пропозицію трибуна Канулея прийнято закон про легалізацію шлюбів між патриціями і плебеями. У 367 р. до н. е. трибуни Гай Ліциній і Луцій Секстій провели ще три дуже важливі закони, а саме:
1. відсотки за позику залічувалися у рахунок сплати боргу, причому сплата боргу дозволялася рівними частками впродовж трьох років;
2. кожному громадянинові дозволено володіти ділянками землі з громадського (державного) поля не більше 500 югерів (югер = 0,25 га);
3. відновлено владу консулів, яка була під час воєн ліквідована і замінена владою військових трибунів, і встановлено, що один з консулів має бути плебеєм. Плебеїв допущено і в сенат.

У 326 р. до н. е. законом Петелія ліквідовано боргове рабство, чого давно і наполегливо домагалися плебеї. Близько 300 р. до н. е. плебеї були допущені в жрецькі колегії понтифіків, авгурів і феціалів. І, нарешті, 287 р. до н. е. за диктатора-плебея Квінта Гортензія прийнято закон про те, що рішення плебейських трибутних зборів набувають силу закону для всіх громадян і не потребують схвалення сенату.
Так у загальних рисах закінчилась боротьба плебеїв за зрівняння у всіх правах з патриціями. Саме ця боротьба і призвела до швидкого розкладу родоплемінного ладу, прискорила процес утворення держави в Римі.
У внутрішньому устрої Риму в період V — I століття до н. е. були проведені лише другорядні зміни, що абсолютно не зачіпали істотних і важливих для змін недоліків держави. До вищих посад як і раніше мали доступ лише люди одного темного кола, і зміна консулів не вносила нічого істотно нового в державні справи. Вищі посади займали лише ті, хто посилено підлабузнювався перед виборцями, і республіканська влада все більш і більше втрачала те високе значення, яке належало їй раніше. Як зазначає Теодор Моммзен що у Римі до того часу визначилися і змагалися дві політичні партії: партія оптиматів, яка наполягала, що в державі вирішальне значення повинні мати люди, найкращі і за своїм знатним походженням, і за своїм економічним станом, і партія популярів, яка вимагала, щоб головний вплив був визнаний за більшою кількісно частиною громадян. У політичному відношенні обидві ці партії були рівно нікчемні, ні та, ні інша не мали керівника, здатного охопити всі питання державного життя, з'ясувати головні проблеми держави і відшукати засоби до їх вирішення і, тоді, як держава, явно йшла до повного занепаду, ніхто не розумів, що небезпекою загрожують не недоліки політичної конституції, а соціальні і економічні умови.
Боротьба патриціїв і плебеїв привела до рівняння в політичних правах нижчого стану. Виграла від цього передусім верхівка плебса, яка об'єдналася з патріціанськими родами, що збереглися. Плебейська маса добилася визнання прав особистості, але економічне становище її не поліпшилося. Виходу з цього плебеї шукали в завоюванні. У деяких випадках плебс був настроєний агресивніше, ніж сенаторський стан.
Населення Риму і завойованих ним областей ділилося на декілька груп, які розрізнялися за правоздатністю.
Повною правоздатністю володіли римські громадяни (cives). Повна правоздатність характеризувалася такими рисами:
- jusconnubii — право шлюбу, тобто квиритський шлюб, що супроводжувався певними юридичними наслідками (батьківська влада, право дітей на спадщину батька сім'ї тощо);
- juscommercii — повна майнова правоздатність з правом звертатися до римського суду для захисту своїх матеріальних інтересів;
- jussuffragii — право голосу, тобто право участі в народних зборах;
- jushonorum — право висувати свою кандидатуру на магістратури.

Патриції і плебеї до початку III ст. за своєю правоздатністю не розрізнялися. Вони були повноправними громадянами (civesoptimojure). Категорію неповноправних громадян (civesminoptimojure) складали вільновідпущеники (libertini), які не мали права шлюбу (jusconnubii), не могли бути магістратами (не мали jushonorum) і були обмежені відносно права голосування (jussuffragii); вони брали участь лише в трибутних коміціях, і то тільки в чотирьох міських трибах.
Доступ плебеїв до всіх магістратур, крім деяких жрецьких посад, що не мали політичного значення, не означав ще повної демократизації римського суспільного устрою. Неоплачуваність магістратурних посад була заставою того, що фактично посади ці не могли бути доступні незаможним плебеям. Обиралися лише багаті плебеї. До кінця IV ст. патриціанські роди, що збереглися разом з верхівкою плебеїв складали привілейоване соціальне угрупування — нобілітет, з середовища якого звичайно обиралися магістрати.

### Причини появи та становлення нобілітету в Римі
Для того щоб розглянути це явище треба відразу з'ясувати, що ж являє собою таке поняття як нобілітет.
Взагалі термін нобілітет (nobilitas) має різне значення в латинській мові. Іноді він має значення знання взагалі, іноді більш вузьке значення. Деякі дослідники (наприклад, Герье, Гельцер, Мюнцер, Сайм та інш.) вказують, що nobiles називалися не всі представники сенаторського стану, але найбільш видатні, ті, які належали до людей, що займали консульську посаду. Але ми вживаємо слово нобілітет для позначення всього римського значення, сенаторської аристократії. У такому значенні цей термін: зустрічається у Момзена, Віллемса, Релоха, Віппера, Сергеєва та ін. Патриціат не втратив свого політичного значення. Його вплив ґрунтувався на великій земельній власності, розвинених клієнтських зв'язках, взаємній підтримці представників одного і того ж роду. Деяким родам властива була певна політична лінія. Так, Фабії виступали як палкі прихильники аристократичної політики. Для Емілієв характерна політика компромісу з плебеями. Видатні діячі впливових родів дуже часто проводять на вищі посади своїх родичів і осіб, що знаходяться з ними в клієнтських зв'язках. З посиленням плебсу поруч з патриціанськими з'являються видатні плебейські роди, політика яких мало відрізняється від політики патриціанських родів; в IV ст. особливим впливом користуються роди Ліцініїв, Лівієв і Генуціїв. Випадки, коли висувалися такі люди, як Маній Курій Дентат, не пов'язані з патріціанскою або плебейською знаттю і є виключенням. Римський нобілітет був тісно пов'язаний з аристократичними родами латинських і деяких італійських народів. У ранню епоху латинські і сабінські роди увійшли в склад патріціату. Але рід Клавдіїв був, напевне, останнім, що удостоївся цієї пошани, у середині V ст. до н. е. латинські, а потім різні італійські роди прираховувалися до римського плебсу. Так з часом плебеї отримували змогу мати місця в сенаті і навіть право на вибори до консульства або трибунату, хоча все рівно при введенні реформ на користь аристократії голоси плебеїв завжди підкуплялися і багата верхівка патриціїв завжди отримувала жадані результати.
Головною особливістю цього аристократичного по суті своїй режиму було те, що він з'явився виразом диктатури верхівки римських землевласників-рабовласників, що включала не тільки патриціанські, але і багаті і знатні плебейські прізвища, і що спиралася на союз з рабовласниками всієї Італії. Особливість цього режиму (на відміну від патриціанського, такого, що зберігало пережитки військової демократії) полягала у формальному; збереженні прямого полісного народовладдя. Переважно це була видимість демократії для громадян-воїнів, оскільки центуріатні коміції формально залишалися найвищим органом влади. Але все активніше функціонували і збори за трибами, що були також уособленням прямого народовладдя. І тим і іншим нобілітет нав'язував свій авторитет обережно і приховано, не йдучи на прямій (відкрите захоплення влади), оскільки, армія, його політична опора, складалася з селян-громадян. В умовах територіального оформлення римської рабовласницької держави, де політика пануючого класу була направлена на ведення агресивних, загарбницьких воєн, що перетворилися в постійне джерело поповнення земель, рабів і іншої здобичі, видимість демократії тепер ще більшою мірою, ніж раніше, була потрібна правлячим колам: вона була найважливішою умовою збереження зовнішньої єдності общини, так необхідного для успішного продовження завоювань. Насправді ж, в політиці правлячих кіл вже в III ст. до н. е. помітна певна тенденція до обмеження, згортання навіть цієї зовнішньої демократії.

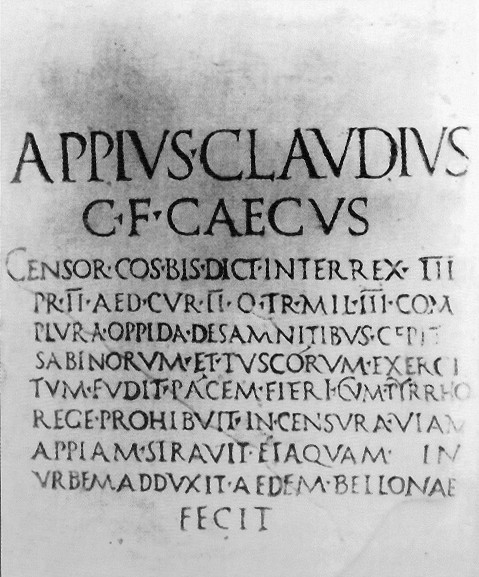
Меморіальна дошка з написом "Appius Claudius C. F. Caecus — «Аппій Клавдій Цек, син Гая.»

На перший погляд, суть нового політичного режиму, що оформився в Римі до часу розквіту республіки, в порівнянні з раньореспубліканським мало в чому змінилася: це був аристократичний режим, який існував і раніше. Режим, при якому всі справи в державі, як і раніше, вершилися сенатом, що засновував свій авторитет на вищому розпорядженні озброєними силами. Фактичним знаряддям влади пануючого класу рабовласників в умовах нобілітарного режиму була та ж армія, яка на основі організаційно-правової її характеристики може бути визначена як селянська міліція. В умовах розвиненої рабовласницької держави з його достатньо вдосконаленим політичним механізмом ця армія ставала все слухнянішим знаряддям для здійснення класових завдань пануючої рабовласницької верхівки римського суспільства, перетворилася на рабовласницьку за своїм політичним характером. Разом з тим відпадала поступово і необхідність збереження видимості народовладдя. Розвиток республіканського державного апарату і неписаної республіканської конституції, що відбувався в умовах нобілітарного режиму, вже на початку II ст. до н. е. привів до майже повної відмови від демократії навіть для імущих громадян.
Не всякі прояви політичного посилення нової знаті були закріплені де-юре, багато що увійшло до республіканської конституції як конституційний звичай. Проте навіть зафіксовані історичною традицією функціонально-структурні зміни державного ладу, що мали місце в III ст. до н. е., і особливості державно-правових норм, що склалися в це сторіччя, свідчать про послідовне зростання влади нобілітету і про посилення диктатури класу римських рабовласників.
Влада нобілітету зміцнювалася в умовах гострої соціальної і політичної боротьби. Часом знаті доводилося здавати позиції. Демократичні сили брали гору, добивалися певних економічних або політичних поступок з боку нобілітету. Про це свідчать; зокрема, перетворення, пов'язані з діяльністю цензора 312 р. до н. е. Аппія Клавдія Цека, Як відомо, ще в, початку IV ст. до н. е. 400 плебеїв були допущені до служби в кінноті на власних конях. Судячи з того, що кожний з них міг купити дорогого бойового коня, вони були вельми багаті, але належали до громадян, що не мали нерухомого майна, а тому і політична роль їх була незначна.

## Протистояння олігархічної та демократичної течій в Римській республіці в II— Iст. до н. е

### Особливості Римського нобілітету в II ст. до. н.е.
Зовнішня політика Риму характеризувалася майже безперервними війнами, що робило свій вплив і на внутрішньополітичне становище в державі. Вже після підкорення Італії римська експансія вийшла за межі Апеннінського півострова. Тут римлянам довелося зіткнутися з однією з найбільших держав Західного Середземномор'я — Карфагеном. Так звані Пунічні війни продовжувалися (з перервами) більше 100 років. В результаті Першої Пунічної війни (264–241) Р. придбав перші заморські володіння — Сицилію, Корсику, Сардинію, які були перетворені на римські провінції. В період Другої Пунічної війни (218–201) знаменитий полководець Карфагену Ганнібал вдерся до Італії і, взявши гору над римлянами у кількох битвах (при Каннах у 216 році до н. е. і ін.), спустошував її території більше 15 років. Проте зрештою війну карфагеняни програли, римляни під командуванням Сципіона Африканського Старшого отримали перемогу над Ганнібалом (битва при Замі у 202 році до н. е.) До Риму від Карфагену відійшла Іспанія. Третя Пунічна війна (149–146) звелася фактично до облоги Карфагена, який був узятий штурмом Сципіоном Африканським Молодшим, а потім за рішенням сенату відданий вогню і знищений. У результаті цих воєн Рим перетворився на найбільшу середземноморську державу.
Внутрішня ж політика в державі завжди страждала від впливу зовнішньої політики яку проводили видатні полководці Риму на чолі з сенатом. Відбувається в цей час урівняння прав патриціїв з плебеями. В результаті цього урівняння відбулося злиття старих патриціанських родів з верхівкою плебсу і утворилася нова аристократія яка вже відома нам під назвою — нобілітет. Поступово представники нобілітету захопили в свої руки керівництво сенатом і вищі державні посади. Політичний устрій Риму придбав характерні риси аристократичної республіки. Фактично провідна роль в управлінні державою належала сенату. Організація управління завойованою Італією ґрунтувалася на знаменитому принципі: «розділяй і володарюй». Італійські міста і общини мали різний статус. На території підкорених общин створювалися колонії з римським або латинським правом.
Політичне життя Риму в II в. до н. е. була ще більш напруженим, ніж в попередні сторіччя, що пояснювалося як ускладненням соціальної структури, як і посиленням соціально-політичної боротьби в римському суспільстві. Перш за все не було єдності усередині самого нобілітету. Окремі знатні прізвища змагалися з приводу обіймання вищого магістрату. Різкі розбіжності намітилися з кінця III в. до н. е. в питаннях зовнішньої політики. В ході боротьби тут визначилися два напрями, що відображали інтереси різних груп римської знаті. Одне угрупування на чолі з Публієм Корнелієм Сципіоном Африканським, стояло за створення на завойованих територіях залежних від Риму держав з місцевими династіями на чолі. Інша, очолювана спочатку Фабієм Максимом, а потім Марком Порцієм Катоном, наполягала на перетворенні захоплених земель в провінції і створенні провінційного управління. Проте могутність нобілітету і сенату в II в. до н. е. вже підривалося політичною боротьбою і в сенатській курії, і на форумі.
Різним було відношення цих угрупувань і до найважливіших питань внутрішньої політики. Угрупування Сципіона протягом 5 років очолювало сенат і його як принцепса використовувало для значного впливу на політичне життя в державі, і при цьому захищали панування нобілітету, піклувалися про престиж всієї держави в цілому, про її військову потужність і тому виступали за виведення колоній, наділ ветеранів і бідняків землею. Для Катона, супротивника політики Сципіона і групи його однодумців, на першому плані стояли інтереси рабовласницького господарства і товарного виробництва, яке значно розвивалося в той час, що й вимагало численних рабів і нових ринків. Катон виступав за інтенсивну експлуатацію населення і природних ресурсів завойованих територій самим нобілітетом. І хоча зовні він був непримиренним консерватором, поборником традиційних, норм публічного права, старих римських звичаїв, насправді, виступаючи пропагандистом найбільш довершених, пов'язаних з ринком форм господарювання, він захищав інтереси нового шару римської землевласницької знаті. Покоряючись потребам часу, він був вимушений проводити і політику виведення колоній, хоча свого політичного супротивника Сципіона засуджував саме за цю сторону його діяльності. Звичайно, суперечності, що існували між угрупуваннями Сципіона і Катона, попри їх загострення в окремі моменти, жодним чином не були непримиренними. Нобілітет виступав найчастіше як цілісне, єдине угрупування, що ревниво оберігало свою замкнутість. «Нові» люди в це середовище вже не проникали, і нобілітет являв собою досить вузький круг сімей, усередині якого виділялися за своїм впливом, багатством, політичною роллю: Корнелії Сципіони, Емілії Павли, Цецилії Метели, Семпронії Гракхи.
Поступово виникала зовнішня, серйозніша загроза влади нобілітету: визрівали суперечності між торгово-грошовою верхівкою і старою знаттю. У першій половині II ст. до н. е. торгові і фінансові круги багатих плебеїв особливого місця в політичному житті ще не займали. Серйозних суперечностей між нобілями і станом вершників, що оформлялися в цю пору також ще не було, тим більше що на 220 р. до н. е. істотно розмежовувалися сфери їхньої господарської діяльності. Але поступово розбіжності між нобілітетом і торгово-грошовою верхівкою набували все більш явного характеру. Найбільш далекоглядні представники нобілітету намагалися боротися із зловживаннями відкупних компаній, оскільки це сильно ускладнювало положення в провінціях країни. В той же час фінансові прерогативи сенату і діяльність управителів провінцій нерідко сковували «ділову» ініціативу вершників. Все це приводило до тертя між сенаторським станом, який уже формується на той час і поступово консолідується вершниками. З часом суперечності ставали гострішими і обидва прошарки пануючого класу були рівно зацікавлені в пограбуванні провінцій і експлуатації бідноти і рабів. Але в боротьбі з сенатом і сенаторською знаттю вершництво не могло виступати самостійно. Воно не мало ніяких позицій в державному апараті, не мало в своєму розпорядженні ні більшості, ні впливу в коміціях.
Не було засобів протидії сенату і у плебсу. Правда, міський плебс в Римі мав свої організації: різні професійні, релігійні колегії, які брали досить активну участь в політичному житті. Але основні інтереси міського населення були пов'язані з ремеслом, торгівлею, постачанням Риму продовольством і мали достатньо вузький характер. Що ж до демократизації політичного устрою, то це завдання, хоч і носилося в повітрі, але було ще досить абстрактної форми, оскільки не знаходило ні конкретного виразу, ні певних прихильників. До 133 р. до н. е. ми не знаємо ні про самостійні політичні виступи римського плебсу, ні про політичні вимоги торгово-грошової його верхівки.
Таким чином, у сенаторської знаті ще не було сильного політичного супротивника, опозиція тільки оформлялася і була роз'єднана та й не могла протистояти всевладдю сенату.

### Демократичні реформи братів Гракхів та їхні наслідки для Римської республіки
Найперше віднесемо сюди діяльність братів Гракхів, які й внесли значний внесок в боротьбу за права демосу.
Для того щоб розглянути політику старшого брата Тіберія Гракха вважаю за необхідне розкрити діяльність того діяча, який значно вплинув на подальше світобачення Тіберія. Ним був Сципіон Еміліан Африканський.
Еміліан син Павла, переможця при Підні, і дочки Сципіона, переможця при Замі, він отримав найкраще на свій час виховання, відрізнявся ясним, спокійним розумом, твердістю характеру, високою чесністю і блискучою особистою хоробрістю. Він надав Риму незабутні послуги під Нуманцією і при взятті Карфагена, він не тільки перемагав ворогів, але, що було не так легко і не менш цінно, відновив дисципліну у військах, які були донезмоги розбещені. Також він користувався загальною пошаною і в Римі, і у греків, і при дворах азійських царів. Зі своїм другом, консулом Гаєм Лелієм, він обговорював питання, чи не можна повернути в казну ділянки державної землі, що знаходилися в давньому користуванні у багатих людей і роздати ці ділянки тим, що мають в них потребу, але потім відмовився від думки підняти це питання, зрозумівши, що він схвилює всі пристрасті аристократії і побоювався, що таке вирішення проблеми опиниться, мабуть, найнебезпечнішим серед всіх інших проблем.
Сципіон був центром цілого кола видатних людей, в числі яких особливо чудовими були Аппій Клавдій, консул і цензор, людина смілива і з ясним розумом; Публій Красс Муціан, великий понтифік, відомий своєю широкою освіченістю; брат його, Публій Муцій Сцевола, освічений юрист свого часу; нарешті, Метелл, переможець Греції і Македонії. Ці люди не розділяли всіх побоювань Сципіона і були засмучені тим, що він відмовився від спроби здійснити задуману реформу. Особливо захопився її ідеями двоюрідний брат Сципіона, теж онук переможця при Замі, Тіберій Гракх (163–133 рр.). Це був покірливий, ясної душі мрійник, він хворобливо відчував весь політичний, економічний і етичний занепад громадянства, пристрасно бажав допомогти батьківщині і абсолютно увірував в ту мету, небезпеку якої розумів Сципіон.
Тіберій був вибраний народним трибуном на 133 р. до н. е. Вступивши на цю посаду, він, посилаючись на стародавній закон Ліцинія і Секстія, висунув свій проєкт встановлення обмежувальної норми для орендарів державної землі, вилучення у них надлишків землі і перерозподілу цих надлишків між малоземельними і безземельними римськими громадянами. Згідно з цим законопроєктом, голова сім'ї міг володіти не більше ніж 500 югерами державної землі, на кожного дорослого сина додавалося ще по 250 югерів, але в цілому не більше тисячі югерів на одну сім'ю. Вилучена понад цю норму у крупних власників земля повинна була ділитися на ділянки по 30 югерів і віддаватися бідним громадянам у вічне і невідчужуване орендне користування. Для проведення цієї реформи Тіберій запропонував створити особливу комісію з трьох осіб, уповноважених вирішувати всі питання, пов'язані з вилученням і розподілом землі.
Після цього він негайно вніс закон про те, щоб всі казенні Землі, зайняті приватними особами (фактично вони всі були зайняті аристократами), були відібрані в казну і роздані громадянам, що не мали землі, ділянками по 7,5 десятини. Ці ділянки повинні були залишатися невідчужуваними в потомстві того, хто їх отримував, за користування ж ними їх власники повинні були вносити помірну орендну плату. Колишнім власникам надавалося право зберегти за кожним сімейством не більше ніж по 500 десятин (приблизно).
Висунувши свій законопроєкт, Тіберій спробував, як повідомляє Аппіан, звернутися до сенату.

Римляне, ― говорил он, ― завоевали большую часть земли и владеют ею; они надеются подчинить себе и остальную ее. В настоящее время перед ними встает решающий вопрос: приобретут ли они остальную землю благодаря увеличению числа боеспособных людей или же и то, чем они владеют, враги отберут у них в результате их слабости.

Проте велика частина сенаторів, що окупували крупні площі державних земель, виступала ярими супротивниками Тіберія.

Собирались обществами, голосили и доказывали бедолагам, сколько трудов издавна в эту землю вложили, как ее обсевали и застроили; другие опять указывали, какую цену платить соседям при поселости, что их теперь с той землей должны потерять; ссылались на могилы предков в той земле и что ее наследовали по родителям, или добыли как вено за женщинами, или что дочкам на вено отдали.

Зате плебс гаряче підтримав Тіберія. Законопроєкт Тіберія став прапором, навколо якого об'єдналися дрібні землевласники для боротьби проти багатих рабовласників. Зі всіх кінців Італії стікалися до Риму селяни, щоб взяти участь в голосуванні. Тіберій, що подумував спочатку лише про збереження воєнної могутності Риму, логікою подій перетворився на вождя широкого народного руху. У гарячих словах представив він народним зборам долю селян:

Дикие звери в Италии имеют свои норы, ямы и логвища, но люди, которые борятся и умирают за Италию, не имеют ничего, кроме воздуха и света. Со своими женщинами и детьми они блуждают без защиты и без крыши над головой. Когда полководцы в боях поощряют воинов, чтобы вели борьбу в обороне домашних жертвенников и могил предков, они говорят неправду: из тех всех римлян никто не имеет ни домашнего алтаря, ни могилы предков! Они воюют в обороне богатства и роскоши других людей; называются панами мира, а не имеют ни ломтя земли на собственность!

Коли Гракх вніс свій закон, один з його товаришів по трибунату, Марк Октавій, що особисто знаходився в дружніх взаєминах до Тіберія, але переконаний в непридатності запропонованого закону, скористався правом трибуна і своїм «veto» не допустив обговорення нового закону. Тоді Гракх, у свою чергу, зупинив весь перебіг справ і запечатав державну казну. Коли спроба прийти до згоди не вдалася, Гракх вніс нечувану вимогу про те, щоб Октавій як людина, що діє проти інтересів народу, був позбавлений звання трибуна. Октавій був силою видалений з лави трибунів. Оскільки консул заявив, що віддасть Гракха до суду, як тільки закінчиться термін його трибунства, то Гракх, всупереч прямій забороні закону, почав добиватися звання трибуна і наступного року. Народне зібрання, що обирало трибунів, не могло дійти до злагоди і перетворилося на прихильників і ворогів Гракха.
Після усунення Октавія законопроєкт Тіберія був ухвалений народним зібранням. Він сам, його молодший брат Гай і його тесть Аппій Клавдій були обрані в аграрну комісію. Незабаром Тіберій прямо зробив замах і на прерогативи сенату, провівши через його голову в народному зібранні закон про використання доходів від провінції Азії для надання допомоги одержуючим наділи.
Добре розуміючи, яке значення має для подальшого проведення реформи його влади трибуна, Тіберій всупереч звичаю повторно виставив свою кандидатуру на цей магістрат на наступний 132 р. до н. е. Нобілі, що вже готувалися розправитися з ненависним їм вождем плебсу, коли він стане приватною особою, зосередили тепер всі зусилля на тому, щоб не допустити вторинного обрання Тіберія.
На другий день відбувалося бурхливе засідання сенату, поведінка Гракха пристрасно обговорювалася як зухвале порушення законів. Гракх в цей час звертався на площі до народу, і, коли він показав на свою голову, кажучи, що голова його в небезпеці, в сенат принесена була звістка, що Гракх вимагає собі царського вінця. Пролунали голоси, що консул повинен негайно наказати убити його, як державного зрадника, а коли консул Сцевола відмовився зробити таке розпорядження, консуляр Назіка вигукнув, що залишається рятувати вітчизну тим, в кого є мужність, і кинувся на чолі інших сенаторів на площу з відламаними ніжками і ручками сенаторських крісел замість зброї. Прихильники Тіберія Гракха не зважилися чинити опір сенаторам і розсіялися. Втікав і Гракх, але дорозі його наздогнали й убили ударом дубини в скроню, з ним перебито було до 300 його спільників. Такого кінця цивільного розбрату Рим ще не бачив… Прихильників Гракха піддали судовим переслідуванням, офіційно було визнано, що Гракх загинув за те, що претендував на царську владу.
Все ж відкрито ліквідувати аграрну комісію сенат не зважився. Вона продовжувала свою діяльність і після загибелі Тіберія (поповнившись новими членами). В цілому за 15 років її діяльності близько 80 тис. чоловік отримали земельні наділи, але супротивники реформи всіляко гальмували її роботу. Давність володіння і відсутність документів часто робили неможливим визначити, які ділянки належали власникові на правах приватної власності і які завдяки окупації. На цьому ґрунті виникали нескінченні тяжби і конфлікти, які комісія мала розбирати.
З точки зору Т. Момзена права і пропозиції Гракха не містили в собі нічого протиконституційного: вони по своїй суті повторювали Ліцинієві закони 367 р. і цілком законно могли бути внесені і обговорені. Роздача казенних земель в принципі була не порушенням державного права, а його застосуванням. Юридично нічого не означала і давність володіння, оскільки за римськими законами давність проти держави не мала сили. Але, на мою думку, з погляду політики справа представлялася не такою ж доволі і простою. Адже держава за сотні років свого існування могла скористуватися своїм правом якого до цього не наважувалася зробити і боялася втрутитися в земельні питання. Так як в той час дуже багато зайнятих ділянок було придбано справжніми їх власниками за гроші, то відбирання їх представлялося пограбуванням багатих на користь бідних.
Як державна людина, Гракх допустив величезну помилку: він абсолютно випустив з уваги одну обставину, він не розумів, що, коли Рим став уже світовою державою, не можна було вводити багато що з того, що міг застосовувати в своєму внутрішньому устрої Рим, коли був ще невеликою общиною. Гракх не врахував, що одне значення мало вирішення народних зборів в Римі, коли вони складалися з громадян, які самі майже безперервно несли тягар боротьби, необхідної для зміцнення держави, ― і що інша справа була в його час, коли питання вирішував натовп.
Із загибеллю Тіберія Гракха справа його не припинилась. Група аристократів, що слідувала його планам, енергійно продовжувала роботу комісії: протягом 4 або 5 років не менше 75 000 чоловік отримали знов ділянки землі і внесені були до списків громадян. Комісія діяла не тільки нещадно, але, можна сказати, агітаторськи: всі спори вирішувалися на користь безземельних. Нарешті, коли комісія дісталася до земель, що знаходилися в користуванні не римлян, а латинів, і почала їх роздавати тільки римським громадянам, це викликало таке сильне роздратування серед союзників, що і без того обтяжувалися своїм неповноправним положенням, що Сципіон Еміліан визнав за необхідне втрутитися в справу: коли до нього звернулися деякі латинські общини з проханням про захист. Під його впливом народне зібрання в 129 р. припинило дії комісії. Та згодом Сципіон також був убитий. , що сенат був розколений на дві партії, вище згадувані партію оптиматів і партія популярів. Як нам відомо партія популярів була за реформи Гракха і повністю визнавала його реформу стосовно розподілу земель. Але партія оптиматів була проти цієї реформи і таким чином вела боротьбу проти популярів, що й призвело до відкритої бійки на площі, яка й закінчилася вбивством Гракха. Із смертю Сципіона поновилися смута і боротьба. Одне з перших міст Італії за своєю торгівлею, Фрегелли, підняло в 124 р. навіть відкрите повстання, але воно, втім, було швидко придушене, а місто зруйноване.
Вперше у зв'язку з аграрною реформою зі всією гостротою постало питання про італиків. Багаті італики прагнули отримати римське громадянство, щоб на рівних правах брати участь в експлуатації провінцій, бідним італикам римське громадянство дало б право на земельні наділи і дещо захистило б їх від свавілля римських властей.
У міру загострення боротьби за реформу від неї почали відходити деякі її колишні прихильники з середовища нобілітету. Між ними був і Сципіон Еміліан. Незадоволеність італиків дала йому привід загальмувати діяльність аграрної комісії; за його пропозицією вирішення справ про спірні землі було передане консулам.
У цій напруженій обстановці прихильникам аграрної реформи вдалося провести в народні трибуни на 123 р. брата Тіберія Гракха — Гая, що володів блискучим ораторським даром і неабиякими здібностями державного діяча. Гай обіймав посаду народного трибуна два роки і за цей час не тільки відновив дію аграрного закону Тіберія, але і провів низку інших важливих заходів.
Враховуючи досвід Тіберія, він прагнув протиставити сенату широкий блок, в якому велику роль грав вже не тільки сільський, але і міський плебс і вершники. Селянство, розпорошене в краю, далекому від Риму, не відігравало вже значної ролі на зборах, і голосування вирішував звичайно міський пролетаріат. Тому, наприклад, він провів хлібний закон, що понизив ціни на хліб до 6 1/3 аса за модій, що становило приблизно половину його звичайної ціни. Через цей закон кожен громадянин, що проживає в Римі, мав право отримувати на кожного члена своєї сім'ї приблизно 2 пуда хліба в місяць за абсолютно нікчемною ціною. Це привернуло до Риму на постійне проживання велике число бідних громадян, і вся їх маса підсилила партію Гракха. Роздача ділянок землі була, звичайно, відновлена, але, власне кажучи, це було зроблено лише з принципу, оскільки вільних ділянок в Італії вже не залишалося і роздавати було нічого. Він же зажадав, щоб плебс безкоштовно допускався на театральні вистави. Проведенням цих законів Гаю Гракху вдалося значно збільшити число своїх прихильників.
Гай виступав з обдуманим планом реформ і перш за все забезпечив собі більшість в народному зібранні: вибраний в трибуни, він провів деякі власні закони. Гай Гракх перший вирішив виводити колонії громадян за море і обдумував план підстави великої колонії на місці Карфагена. Потім Гракх провів ряд реформ, що полегшували все ще сувору військову службу, і ввів пом'якшення в кримінальне право. Ці заходи були зручні для натовпу і привертали до Гракха стільки ж прихильників, як і його хлібні закони. Нарешті, Гракх помітно ослабив правлячу знать. Знать ця розпалася на два кола: коло аристократичних родів, з яких виходили сенатори і всі вищі посадові особи республіки, і коло багатих родів, вершників, які вели величезні підприємства на всьому просторі римської гегемонії. Ці два кола часто конфліктно стикалися між собою, особливо в провінціях, де володарююча аристократія все-таки надавала захист провінціалам проти грошової аристократії, що безжально гнобила їх. Гракх знайшов кошт роз'єднати ці два кола: він провів закон, через який в Пергамському царстві, тільки що приєднаному до Риму, збір всіх податків був наданий тільки вершникам, з виключенням всіх провінціалів, при цьому великі грошові підприємства були поставлені під менш строгий контроль сенату, як це було раніше, ― це забезпечило Гракху підтримку вершників.
Після всього цього Гай Гракх почав обмежувати владу сенату і в справах управління. Згідно з ухвалами народного зібрання, за сенатом збережено було право розподіляти справи між консулами, але постановлено, що розподіл повинен бути зроблений до вибору консулів. У судовому відношенні значення сенату вже стало дуже ослаблене установою вершницьких судів, було ще знижене законодавчою забороною для яких би то не було справ призначати спеціальні судові комісії.

Когда народ принял эти права, — пише Плутарх, —Гай получил себе почти монархическую власть, так что и сенат ему надлежал.

Він використовував усі свої трибунські права, так що своїм «veto» міг усувати всякі розпорядки урядовців і на прихильних йому народних зборах міг проводити всілякі закони. Без перешкоди став удруге трибуном, бо вже ніхто не відважувався виступати проти нього.
Тоді Гай почав виконувати свій головний план — перебудови Римської держави й громадянства. Його ініціатива йшла в різних напрямках. Так, він переорганізував поділ громадян на центурії, усуваючи сенаторів із центурій кінноти. Провів новий закон про військову службу, наклав на державу обов'язок доставляти воякам одяг, заборонив приймати до війська молодь до 17 років. Урегулював поділ провінцій між консулами. Реформував систему одержання данини. Розпочав будову нових доріг. Почав осаджувати нові колонії, як в Італії, так і в провінціях. Поширив аграрні закони Тиберія. Всі ухвалені закони сам уводив у життя, сам усе доглядав і всім кермував.

Несмотря на то, что имел много работы, не знать было на нем усталости, все выполнял с необычной скоростью и работоспособностью, так что даже те, кто его ненавидели и его боялись, удивлялись его талантам, с которыми он все выполнял и все завершал. Плутарх.

Потім, то окремими ухвалами, то просто завдяки своїй невтомній діяльності, Гракх зосередив в своїх руках роздачу хліба, роздачу земель, спостереження за вибором присяжних і навіть консулів, спостереження за шляхами повідомлень і суспільними спорудами, нарешті, навіть керівництво дебатами в сенаті, ― взагалі, Гракх поступово привчав народ бачити на чолі управління одну особу, а не колегію.
Наприкінці другого року свого трибунату Гракх запропонував дарувати всім латинам римське громадянство, а всім італійцям право латинського громадянства. Коли Гай Гракх вніс проєкт про наділ італиків громадськими правами, серед його прихильників почався розкол. Вершники боялися конкуренції італійських ділків, плебс ― нових претендентів на землю і дешевий хліб. Тодішній консул Гай Фанній у своїй промові сказав:

Думаете ли вы, что тогда, как союзники получат право гражданства, для вас еще останется место на собраниях или игрищах и праздниках? Не понимаете ли вы, что они заберут у вас все это?

Після цього один з трибунів затримав обговорення його пропозиції своїм «veto», і Гракх не зважився наполягати на своїй пропозиції. Це була перша невдача сміливого новатора. Коли народне зібрання не підтримало питання про громадянство для союзників, вороги Гракха зрозуміли, що міська чернь голосувала з Гракхом не унаслідок співчуття його ідеям взагалі, а тому, що він вносив закони, безпосередньо вигідні цій черні. Тоді з'явився план на цьому ж шляху погубити небезпечного супротивника.
Під час відсутності Гракха в Римі було складено ряд законопроєктів, які обіцяли громадянству набагато більші вигоди, чим всі заходи, проведені Гракхом.
Розкол серед прихильників Гракха був посилений виступом ставленика нобілітету трибуна Лівія Друза, що висунув свідомо нездійсненну, демагогічну пропозицію про заснування 12 колоній у самій Італії, що влаштовувало бідноту більше, ніж від'їзд в далеку африканську провінцію (тобто Карфаген за пропозицією Гая Гракха). Запропоновано було всі дрібні, недавно роздані ділянки, звільнити від всяких податків на користь держави, зробити їх повною, відчужуваною власністю їх власників і, замість виведення колоній за море, заснувати 12 нових колоній, по 3000 чоловік кожна, в самій Італії, нарешті, роздати громадянам і всі землі латинів. Всупереч усій невідповідності цих законів, оскільки в усій Італії не було вже стільки нерозданої ще землі, скільки було потрібно на 12 колоній, на зібранні такі закони були прийняті, а потім супротивникам Гракха вдалося влаштувати так, що на третій рік його вже не обрали в трибуни.
Негайно було піднято питання про найкориснішу і найпопулярнішу реформу Гракха ― про заміну колонії в Африці, на місце Карфагена. Настрій обох партій (Партія Гракха що підтримувала популярів і партія оптиматів, що являли собою багату аристократичну верхівку Риму) був такий напружений, що під час жертвопринесення перед голосуванням спалахнула абсолютно з нікчемного приводу сварка і один з прихильників Гракха убив ліктора. Все місто негайно озброїлося. Наступного дня прихильники Гракха зміцнилися в Авентіні, сенат зібрав війська. На другий день почалися переговори: аристократія вимагала безумовної покірності, прихильники Гракха бажали заздалегідь деяких обіцянок. Тоді війська були спрямовані на напад. Ряди прихильників Гракха швидко порідшали, коли було оголошено, що всі, хто залишить бунтівників, до початку дій силою, отримають повне прощення. Авентін без особливих зусиль був узятий штурмом, причому перебито було до 250 чоловік. Гай Гракх хотів заколотися, але друзі зажадали, щоб він спробував врятуватися, і двоє з них прямо пожертвували життям, щоб дати йому час на втечу. Гракх сховався в гаї за Тібром, але під час втечі він пошкодив собі ногу і наступного дня місце його перебування було викрите. Тоді раб―грек, що супроводжував його, за його наказом убив його, а потім покінчив і з собою.
На місці, де розігралася домашня боротьба, сенат наказав побудувати святиню богині Згоди.
Так загинули в революції три великі римляни, останні нащадки переможців карфагенян, — Сципіон Еміліан і брати Гракхи. Пам'ять Гракхів офіційно була засуджена, народ же шанував їх благочинно і поклонявся місцям, де вони були убиті. Історикові важко винести остаточний вирок про їх справу, але ніхто не зможе відмовити у визнанні величі характерів цих діячів і чистоти спонукань в самих їх помилках.
Отже, як висновок, ми можемо сказати, що в ході напруженої боротьби, що розвернулася в Римі, оформилися дві основні ідейно-політичні течії: оптимати і популяри. Так як я вже вище згадував, партія оптиматів підтримувала правлячу аристократію в Римі, а популяри були основою захисту міського і сільського плебсу в Римській республіці. Тіберій і Гай Гракхи були представниками і виступали від партії популярів. Саме це і стало основною причиною переслідувань і їх вбивств партією оптиматів. Римляни з вдячністю вшановували пам'ять братів Гракхів. Як стверджує Плутарх:

Народ открыто поставил и торжественно освятил их изображения и благоговейно чтил места, где они были убиты, даруя братьям первины плодов, какие рождает каждое из времен года, а многие ходили туда, словно в храмы богов, ежедневно приносили жертвы и молились.

Оскільки реформи Гракхів мали демократичний характер, що супроводжувалося відбиранням земель в багатих аристократів римського суспільства то вони хоч і були введені в дію але в цілому зазнали краху. Також помітно, що реформи Гракхів були останнім криком демократії Римської республіки та остання спроба дійти до порозуміння владі з її суспільством і все ж в підсумку всі ці заходи закінчилися невдачею.

### Олігархічно-демократичні протистояння в республіці у період правління Гая Марія та Луція Корнелія Сулли
Схожа ситуація розпочинається наприкінці I ст. до н. е. за головнокомандувача римської армії Гая Марія. Партія демократів побачила, що Марій це та людина, яка дійсно може зробити для держави те, чого не вдалося зробити Гракхам і повністю надавала підтримку йому до приходу на посаду консула. Отже, розглянемо, що нового дав Римській державі з її олігархічно-демократичною боротьбою — Гай Марій.
Білоруські дослідники у своїй книзі подають нам таку інформацію про даного діяча:
Гай Марій (156-86 рр. до н. е.) — римський полководець і політичний діяч. Військову службу Марій почав в 133 р. під час облоги Нуманції Сципіоном Африканським Молодшим. У 119 р. він був вибраний народним трибуном; у 114 р. отримав посаду претора і виїхав в провінцію Дальня Іспанія, де вдало бився з лузитанами. У 110 р. Марій вирушив до Нумідії воювати проти царя Югурти. У 107 р. він був вибраний консулом. Очоливши римську армію в Нумідії, Марій успішно завершив війну з Югуртою в 105 р.
Взагалі бажаний шлях реформ Марій якщо і уявляв собі, то лише дуже смутно. Можливість зайняти вище положення, стати якщо не народним вождем, то першою особою в державі, отуманювала і захоплювала цю просту, але не позбавлену честолюбства людину, хоча він про вищі почесті мріяв як простолюдин, а не як державний чоловік, який прагне до вищої влади тому, що відчуває себе здатним управляти людьми, але обставини склалися так, що могли захопити людину і розсудливішого, ніж Марій. По суті, все значення Марія пояснюється тим, що в його розпорядженні опинилася нова величезна сила — армія, ним абсолютно реформована і сліпо йому вірна.
На той час, про який ми ведемо мову, колишній устрій війська, заснований на обов'язковій службі всіх громадян, що мали відомий майновий ценз, став непридатним: з одного боку, багато хто із забезпечених громадян прагнув ухилятися від служби, з іншої — створилися цілі групи людей, положення яких було погане і не забезпечене для яких вихід в солдати був не обтяжливою повинністю, а представлявся бажаним. Крім того, з'ясувалося, що важлива і найкраща спеціальна військова виучка для окремих солдатів армії. Марій зрозумів, що армія Риму потребує корінної реформи, і провів цю реформу. Суть її — скажімо, не вдаючись до подробиць, — полягала в заміні системи виклику системою вербування, в знищенні на службі у війську різних застарілих підрозділів і в урівнянні всіх солдатів як за їхніми обов'язками, так і за можливістю підвищуватися лише завдяки своїм заслугам. Ця реформа, за чисто військовим виглядом мала й глибоке політичне значення: раніше солдатом був громадянин, який мав удома свої інтереси і до них повертався, відбувши термін служби, — тепер головним інтересом була служба, воїни були зв'язані з особою командувача і майже неминуче повинні були отримати схильність більш зберігати вірність своєму начальникові, чим законам. Створювалася така військова сила, якої раніше римські легіони у внутрішній історії Риму не мали. Цю нову силу в руках Марія всі якщо й не розуміли, то відчували, і при глибокій і загальній незадоволеності положенням справ в державі, коли все суспільство чекало, щоб з'явилася людина, здатна завершити почате Гракхами оновлення держави, почали думати, що до цього великого завдання покликаний саме Марій, людина з народу, звитяжний вождь і непідкупний адміністратор.
Біля Марія скоро згрупувалися всі опозиційні елементи партії популярів, і він, під впливом декількох гарячих голів і безсоромних красномовців, уявив, що зможе провести реформу навіть без участі війська, просто з демократичною партією. Партія давала йому ідеї, він давав своє ім'я, свою популярність, свій вплив.
Майже 25 років офіційно існувала в Римі демократична партія популярів, яка виставляла себе хранителькою заповітів Гая Гракха. Демократія не мала нового геніального вождя, який був би здатний на основах, вказаних Гракхом, самостійно виробити план реформ, що задовольняли б потреби держави в тому вигляді, як вони визначилися зараз. Римська демократія все повторювала старе і сама стала майже такою ж млявою, мертвотною, як і та урядова партія (партія оптиматів, що в основному була в той час при владі в Римській республіці), на яку демократія так нападала. Опозиція сенату стала абсолютно звичайним явищем. Молоді люди гаряче проповідували реформи і громили сенатський уряд, а потім, досягнувши зрілого віку, ті ж колишні палкі поборники прав народу пристроювалися до якого-небудь вигідного місця і спокійно діяли у цілковитій згоді з тією урядовою машиною, яку так пишно і голосно засуджували.
Як завжди буває за відсутності дійсних дарувань, вождями партії робилися люди, що абсолютно нічого не мали втрачати ні в сенсі свого владного положення, ні в сенсі своєї честі. У описуваний час найбільш впливовими між демократами були Главцій і Сатурнін, гарячі оратори, що захоплювали натовп, але люди абсолютно безпринципні. У союзі з Марієм вони зважилися провести реформи, які давно були необхідні і рятівні для держави. На 100 р. Марій виступив кандидатом на посаду консула, Сатурнін — трибуна, і Главцій — претора. Вибори пройшли бурхливо, супроводжувалися сутичками на вулицях і навіть вбивствами, але союзники досягли намічених місць. Деякі дослідники навіть наголошували на тому, що в цей час в Римі відбувалися криваві побоїща за посади в сенаті між партіями оптиматів і популярів. В даній сутичці все таки добилася свого партія популярів. Вони негайно внесли закони: про зменшення ціни на хліб, що лунав в Римі (вона і раніше була значно нижче за ринкову вартість хліба, тепер же передбачалося знизити її уп'ятеро), про устрій колоній, в яких солдати, що відслужили термін, отримували б ділянки втричі більші, ніж передбачалося роздавати при Гракхові, і про зрівняння людей латинського права з римськими громадянами. Пропозиції ці викликали відсіч, на вулицях відбувалися трохи не битви, що супроводжувалися збройними сутичками між партіями сенату, але врешті-решт проєкт отримав силу закону.
Проте цей успіх демократичної партії був початком її падіння. Перш за все в ній самій відбувся розкол: Марій побачив, що його союзники більш нав'язували, ніж проводили, свої рішення, що вони скористалися тільки його ім'ям, а ту керівну роль яку він хотів сам грати, захопили в свої руки, крім того, він щиро обурювався непристойними прийомами їх в боротьбі з урядовою партією (оптиматами). Главцій і Сатурнін, зі свого боку, були незадоволені Марієм за його нерішучість, коливання, зрозумівши з цього, що їх значення зникне в партії як тільки вони розійдуться з Марієм. Супротивники ж демократії в її торжестві почерпнули нові сили. Ідеям же демократії багато хто щиро співчував. Не бачивши, як їх здійснити, ці люди вірили, що в програмі демократії все було здійснимо і корисно. У своєму захопленні Марієм вони вірили і в те, що він вирішить всі наболілі питання, тепер, побачивши, що керівна роль в руках не Марія, а Главція і Сатурніна, всі ці люди абсолютно відсахнулися від партії. Демократію сильно підтримували вершники, що принципово боролися проти сенату, але вони зовсім не були схильні вести справу так далеко, і тепер, коли майже дармова роздача хліба загрожувала казначейству банкрутством, вони, щоб охороняти свої матеріальні інтереси, прилучилися до урядової партії сенату.
Сатурнін і Главцій зважилися тепер на відчайдушну спробу: вони спробували за будь-яку ціну утримати владу в своїх руках, сподіваючись зміцнити свою справу. Вони виставили наступного року свою кандидатуру на вищі посади і не зупинялися ні перед ніякими перешкодами, для досягнення свого успіху. Дійшло до того, що їх прихильники відкрито убили кандидата противної їм урядової партії оптиматів. Тоді сенат зажадав від Марія, щоб він, як консул, відновив порядок і законність. Вимога була така ґрунтовна, що відхилити її було неможливо, і Марію довелося застосувати силу проти своїх же союзників. Після справжньої битви популяри були відтіснені на Капітолій і голодом примушені до здачі. Вони не соромилися голосно звинувачувати Марія в зраді своїм колишнім друзям. Сатурнін і Главцій, ще один трибун і один квестор незабаром були убиті. З колишніх ватажків демократії уцілів один Марій — але він, недавно ще перша людина в Римі, втратив не тільки вплив, але й пошану, тепер до нього з ненавистю відносилися аристократи з партії оптиматів і вже самі демократи.
Давно вже римський уряд не бачив такого успіху. Важливіше, ніж смерть Сатурніна і ніж падіння Марія, було протверезіння суспільства. Коли воно побачило, до яких божевільних рішень і насильств веде панування черні, воно зрозуміло, що і дуже поганий уряд все ж таки в порівнянні кращий за ту анархію, яка негайно утворилася, щойно влада перейшла в руки партії, яка називала себе демократичною і обіцяла, що настане мало не золоте століття, як тільки дана буде їй влада. Протверезіння було таке сильне, що не тільки були скасовані закони, проведені в шосте консульство Марія, але протягом цілого ряду років проходили нові закони, внесені тільки консулами, а не трибунами, і проходили взагалі ухвали, далекі за духом від того напряму, в якому розвивалося законодавство за останній час. Так, наприклад, заборонено було об'єднувати в один законопроєкт різні заходи; встановлено, що ніякий закон не може обговорюватися раніше ніж через 9 днів після того, як він внесений; суди вершників стали тепер нещадно переслідувати всіх, хто виявляв які-небудь демократичні тенденції. Партія сенату відчула себе навіть настільки сильною, що зважилася вступити в боротьбу зі вершницькими судами, які, підтримуючи сенат проти демагогів, у відношенні до провінційної адміністрації як і раніше діяли упереджено і завжди звинувачували тих, хто перешкоджав відкупникам наживатися в провінціях вже дуже безцеремонно. Коли були постановлені явно упереджені вироки проти трьох найбільш впливових і дійсно поважних представників аристократії, трибун Лівій Друз виступив проти вершницьких судів. Ось так помітно зникає ім'я демократії як явище ненависне римському сенату. Невміння користуватися своїм вигідним становищем, не спроможність дійти до порозуміння лідерів в середині партії затьмарило саме слово «демократія» для Римської республіки, що й дало поштовх до наростання олігархічних принципів управління урядовою партією як єдино можливої системи політичного управління для Римської республіки. Демократична партія навіть втратила свого єдиного союзника «вершників», які навіть своїми вершницькими судами карали будь-які прояви демократії в країні.
Згодом на політичній арені Риму з'являється Луцій Корнелій Сулла на посаді римського воєначальника, який підтримував партію оптиматів. Одним з головних джерел, на підставі яких створюється уявлення про Суллу, є однойменна біографія Плутарха, відомого історичного письменника I–II ст. н. е. Складена Плутархом біографія Сулли значною мірою є власними спогадами диктатора, поданими його вільновідпущеним Епікадом. Розповідь цього античного автора, навряд чи повністю об'єктивного, зробила істотний вплив на формування історичного «міфу про Суллу», якщо можна так виразитися. Як помічає один сучасний західний дослідник, «Плутархів Сулла — це зловісний персонаж, жорстокий і зіпсований, але також грандіозний і виявляючий приклад виняткової долі.»
Що ж вернемося до самої біографії Сулли.

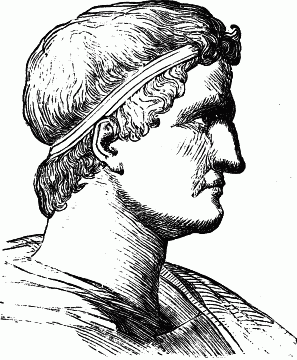
Луцій Корнелій Сулла

Луцій Корнелій Сулла народився 138 до н. е. у патриціанській родині, що належала до роду Корнеліїв. Молоді роки провів у легковажних веселощах, щоправда, цікавився літературою. У 107 до н. е. був квестором консула Марії під час Югуртинської війни і сприяв її закінченню, спонукаючи царя Бокха Мавританського шляхом майстерних переговорів до видачі Югурти. Брав участь у війні з кімврами і тевтонами. У 93 до н. е. став претором. Відзначився під час Марсійської війни. У 88 до н. е. був обраний консулом і отримав доручення вести (першу) війну проти Мітрідата. Він уже встиг вирушити до Кампанії до війська, коли в Римі народна партія під керівництвом народного трибуна Сульпіція Руфа передала керівництво мітрідатовскою війною Ма́рію. Сулла повернувся на чолі війська до Риму, взяв місто, змусив оголосити найголовніших зі своїх супротивників ворогами вітчизни і залишався ще деякий час у Римі, щоб забезпечити спокій на час своєї відсутності і дочекатися консульських виборів на наступний рік. Після цього він присвятив себе веденню дорученої йому війни, не піклуючись про подальші події в Римі, де його противники знову захопили владу. Марій в сьомий раз став консулом і зібрав велике військо для боротьби із Суллою. Лише тільки війна з Мітрідатом була тимчасово закінчена, Сулла в 83 до н. е. на чолі сорокатисячного війська повернувся до Італії, розбив молодшого Марія при Сакріпорте і військо самнітів біля стін Риму, став таким чином господарем столиці.
Щоб зміцнити своє становище, задовольнити почуття помсти і нагородити своїх прихильників, він проводив, так звані, проскрипції, розділив конфісковані землі між своїми улюбленцями та ветеранами. Звільнивши десять тисяч рабів, створив собі царських тілоохоронців і у листопаді 82 до н. е. змусив сенат обрати його диктатором на невизначений термін.
Тепер він міг подбати про те, щоб новими законами надати державі той лад, який, на його думку, обіцяв найбільш тривале панування аристократії. Законодавча влада народних зборів була обмежена, значення народних трибунів зведено нанівець, число сенаторів збільшено приєднанням до них 300 вершників, авторитет сенату посилений, право засідати в судах відібране у вершників і передано виключно сенаторам.
У всій Італії були установлені суди, які ухвалювали смертні вироки і ухвали про конфіскацію майна. Діти і онуки проскрипційованих були урізані в правах громадянства і спадкоємства, їм був закритий доступ до магістратів. Проскрипції, як і всякий масовий терор, супроводжувалися безліччю зловживань. Окрім власне маріанців, головними жертвами проскрипцій стали чотири групи людей:
1. опозиціонери з нобілітету;
2. багаті вершники;
3. італіки;
4. просто спроможні люди, чиє майно привертало переможців.

Всього при Суллі було проскрипційовано приблизно декілька тисяч представників сенаторського і вершницького станів. За даними Аппіана, тільки перший проскрипційний список містив імена 40 сенаторів і 1600 вершників. Лівій називає цифру в 3500 чоловік. За даними Флора, Сулла винищив «колір вершницького стану і дві тисячі з сенату». Нарешті, автор I ст. Валерій Максим повідомляє, що всього було проскрипційовано 4700 чоловік, з них 40 сенаторів і 1600 вершників, що відповідає даним Аппіана (IX, 2, 1), слідує, проте, враховувати, що дані Максима стосуються лише верхів римського суспільства. В цілому «чищення» нобілітету і вершництва було насильницьким перерозподілом власності в середовищі панівних верств населення.
Конфісковані і такі, що залишилися не розпроданими земельні ділянки Сулла роздав своїм старим легіонерам, до 120 000 чоловік отримали тут свою частку. Цим диктатор, з одного боку, виконав свою обіцянку — щедро нагородити своїх вірних сподвижників, з іншої — сприяв збільшенню в Італії числа дрібних власників, чому він завжди співчував. З такою ж метою з числа рабів, що належали проскриптам було відібрано 10 000 найбільш тямущих і молодих, і всім їм дарувалася свобода. Вони всі назвалися Корнеліями, прийнявши за звичаєм ім'я пана, що звільняв їх.
Думаючи, що він досяг своєї мети, Сулла у 79 до н. е. склав з себе повноваження, та оселився в Путеолах, займаючись громадськими справами, літературними заняттями. Помер диктатор у 78 до н. е. від апоплексичного удару. Ще за життя Сулла дав наказ після смерті прозвати його Щасливим.
З часу Гракхів уряд як би визнавав право бунту і відкуповувався різними поступками. Тепер система поступок була кинута. Майже всі нововведення Гракхів були скасовані: роздача хліба припинена, відкупи в Азії знищені і введений збір податків, вершницькі суди знищені і відновлені сенаторські. Клас вершників втратив своє політичне значення.
Сенат Сулла спромігся поставити так високо, як стояв він раніше. Він негайно поповнив сильно поріділі ряди сенаторів. Потім він знищив цензуру з її правом виключати сенаторів і відмінив призначення в сенат, оскільки відтепер членами сенату ставали обов'язково тільки всі ті, хто був або консулом, або претором, або квестором. Едільство не відкривало дверей в сенат, число ж квестур було підвищене до 20. Таким чином, в сенат вступали виключно люди, що раніше отримали прямим народним обранням одну з перерахованих посад, і разом з тим остаточно був затверджений принцип, що лежав в основі всякої олігархії — довічність і незмінність членів правлячого стану. Законодавча ініціатива була вручена виключно сенату, і це було визначено так ясно і безперечно, що поголовні збори громадян, збережені диктатором, фактично позбулися можливості вторгатися в справи управління. Сулла відмінно розумів незначність цих зборів, через те він зовсім і не проявляв старих, абсолютно необґрунтованих ревнощів до дарування прав громадянства, а, навпроти, роздавав їх дуже широко. Вибір всіх посадових осіб як і раніше збережений був за громадянством, але точно визначені умови обрання: вік, необхідний для заняття тієї або іншої посади, обов'язковість пройти всі нижчі посади, починаючи з квестури, для того, щоб займати вищу, обов'язковий дворічний проміжок між виконання двох різних посад і десятирічний — між двократним обранням на одну і ту ж посаду. Трибунат був збережений з правами трибунів на інтерцесію (Інтерцесія — втручання, опір (лат.). Своїм втручанням трибун міг відмінити або припинити вирішення суду.) і притягнення до суду всіх посадових осіб, але з обмеженням, що для цього, як і для внесення нових пропозицій до народного зібрання, трибун повинен був виклопотати дозвіл сенату і за необґрунтовану інтерцесію підлягав величезному грошовому штрафу. Крім того, щоб відвернути від посади трибунів честолюбних людей, було відновлено старе правило, за яким людина, що посідала цю посаду, не могла вже бути ні консулом, ні претором, ні навіть квестором, отже, не міг увійти і в сенат.
За переворот, проведений в даний час, Сулла протягом століть накликав на себе суворі звинувачення і важкі докори. Але, дивлячись неупереджено, не можна не визнати, що він лише узаконив те, що давно існувало на практиці. Справа законодавства і вищого управління йшли нестерпно лише до тих пір, поки сенат фактично встигав відвертати або навіть не допускати до обговорення проєкти законів, які він вважав шкідливими. Революція зломила цю перешкоду, і з того часу, як всякий, хто мав гарячу голову і дар слова, міг щогодини піднімати питання про корінні переробки в державі.
Як говорив Т. Момзен:

«Сулла менше всіх загрожував Риму і його владі, він не говорив про помсту, він навіть особливою клятвою зобов'язав солдатів дотримувати щонайповнішу дисципліну відносно всіх мирних жителів, і найбоязкіші люди могли сумніватися хіба що в здатності Сулли змусити свою партію підкорятися його обіцянкам, а вже ніяк не в його добрій волі. Сулла діяв тепер чудово послідовно, у дусі патріотичної і розсудливої помірності»

Сулла не залишав і своїй заповітній думці про військову експедицію на схід. Він чекав лише терміну обрання консулів, сподіваючись передати на час своєї відсутності владу до вірних рук. Але тільки одного консула міг він провести з числа надійних людей — Гнея Октавія, іншим консулом був вибраний Луцій Корнелій Цинна, явний супротивник Сулли. Це було, ймовірно, справою багатих, що мстили Суллі, за ухвалу про відсотки. Сулла віднісся до обрання Цинни з якимсь фаталізмом, так само віднісся він до того, що Квінт Руф, його найнадійніший прихильник, поставлений за його бажанням на чолі війська, розташованого в Північній Італії, був убитий солдатами, мабуть через підступи колишнього консула Страбона, людини вельми підозрілої, який до того ж після смерті Руфа зайняв його місце. Не зважаючи на все це, Сулла весною 87 р. відплив зі своїми легіонами на схід.
Отже, можна сказати, що Марій втративши можливість відновити в країні демократію та повернути до влади демократичну партію, тим самим відкрив ворота для олігархії на чолі з Суллою. За диктатури Сулли роль олігархії в Римі помітно зростає і ця олігархія починає вкорінюватися в життя суспільства як єдино можлива на той час система управління в республіці.
Т. Момзен так оцінив диктатуру Сулли:
"З чудовою, майже божественною досконалістю Сулла виконав свою роль, і його діяльність, в тих межах, яку він сам їй ставив, була не тільки грандіозна, але і корисна. Не тільки підтримав він падаючу аристократію з таким умінням, з яким не послужив своїй партії який-небудь інший вождь, він зробив справу безперечно велику: він не просто завершив революцію, а змусив і свою партію визнати рівноправ'я всіх італійців перед обличчям закону і таким чином з'явився дійсним творцем повного державного об'єднання Італії. За 40 років безперервних потрясінь Італія до часу Сулли прийшла в стан такої анархії, що, мабуть, Римська держава загинула б, якби Сулла не врятував її в Азії і в Італії. Сулла зробив все, що консервативного способу думок чоловік може зробити для порятунку аристократичної урядової системи, і якщо справа Сулли не була міцною, то не через його провину, а тому, що в даних обставинах воно і не могло бути міцним, оскільки не у владі якої-небудь людини вдихнути нові сили і нову бадьорість в ту олігархію, яка правила Римом раніше і якій Сулла тепер передавав реформовану державу. Безперечно гідне подиву і те, як Сулла задумав свою грандіозну спробу, і те, як він її виконав серед незліченних перешкод.
І на кінець Т. Момзен вимовив — «Проте не оминув Сулла і крупних помилок, які до певної міри пояснюють ту ненависть, яку століттями живив багато хто до його імені. Він дуже відверто, можна сказати, цинічно, відносився до багатьох явищ. То публічне осміяння людяності, яке відчувається в публікації списку проскриптів, в наказі публічно заколоти неслухняного генерала, той індиферентизм до злочинів своїх посібників, який проявляв Сулла, — все це не тільки ображало етичне відчуття, але було і державною помилкою, оскільки підготувало і жорстокість, і безсовісність усіх наступних революційних криз».
Криваві заходи, проведені Суллой, сприяли стабілізації становища в державі та відновлення впливу сенату після потрясінь в республіці. Вважається, що Сулла проводив політику, вигідну перш за все багатим землевласникам. У той же час, безліч родовитих, а значить, впливових сенаторів з поважних сімейств (в основному тих, що з різних причин підтримували Марія і Цинну) було знищено під час проскрипцій, а на їх місці опинилися люди, віддані особисто Суллі. Крім того, нові сенатори, що вийшли в основному з вершників, набагато активніше займалися торгівлею, яка раніше вважалася негідним заняттям патриція. Більш того, багатства численних сімейств були сконцентровані в руках нечисленної еліти Сулли (досить сказати, що в майбутньому найбагатші люди Риму, Красс і Лукулл, стали сенаторами саме в цей час). Слід особливо відзначити наділення землею 120 000 сулланських ветеранів. Земля для наділів була вишукана в Італії — відібрана у вигнаних і проскрипційованих або у ворожих Суллі племен: самнітів і луканців. Це сприяло не тільки розширенню дрібного вільного землеволодіння на тлі колишнього підйому великих господарств з використанням рабської сили, але і широкої латинізації Італії.
Сулла був захисником інтересів сенатської аристократії. Проведені ним реформи повертали Рим до догракханських часів. Основна ж слабкість його політики полягала в тому, що він, використовуючи нові методи і прийоми політичної боротьби — опора на армію, безстрокова диктатура, — прагнув відродити вже віджилу на той час політичну форму: правління сенатської олігархії. Поняття демократії в республіці так само як і існування в цей час демократичної партії в сенаті в період диктатури Сулли було неможливим. Адже відомо, що Сулла винищив багатьох вершників, змусив замовчати народних трибунів і приборкав консулів, а значить і знищив демократію в Римській республіці.

## Підсумки
Отже, протягом всієї історії Риму ми спостерігаємо протистояння двох політичних сил в римському суспільстві: олігархічної та демократичної.
На початку ми побачили дві основні політичні сили: патриціанську (олігархія чи аристократія) партію та плебейську (демократія) партію. Ми з’ясували, що протистояння між ними мало переважно мирний характер. Всі болючі проблеми, а це: боргова кабала, нестача земель, надання італікам римського громадянства, матеріальне забезпечення ветеранів римського війська та інші проблеми вони вирішували мирним законодавчим шляхом. Цей процес розтягнувся на кілька століть і вилився у трансформацію верхівки патриціїв і плебеїв у нову політичну силу — нобілітет олігархічного характеру.
Зазначивши передумови і причини цих подій в Римській республіці, можна сказати, що то був початок зародження демократії. Адже до цього в Римі панувала монархія, доки після ряду реформ не було засновано сенат, але в сенаті не всі підтримували думку одного і тому сенат завжди поділявся за своїми поглядами. Саме так тут прослідковується утворення і початок відкритої боротьби політичних партій за сфери впливу у республіці.
Якщо поглянути на політичні процеси пізньої республіки, то вони мають суттєві відмінності:
- в цей час виділяється ще й третя політична сила, але через свою нестійкість поглядів та переходи з однієї партії в іншу виявляється ненадійним союзником;
- виділяються яскравіші лідери в партіях, а саме: брати Гракхи, Гай Марій, Луцій Корнелій Сулла та інші;
- відбувається загострення боротьби, відкриті збройні протистояння, які згодом закінчились встановленням диктатур.

Взагалі демократія II-I ст. до н. е. значно відрізнялася від старої селянської демократії V–III ст. до н. е. Але основним її ядром залишалось селянство. Тепер це була селянська біднота союзником якої були вершники. Але вершники були ненадійним союзником і могли в відповідний момент перейти на сторону ворога.
Та все ж завдяки своєму багатству вершники найчастіше були на чолі багатьох демократичних рухів. Це була перш за все боротьба політичних угрупувань за кермо в державі, а саме вершників (низів) проти нобілів (верхів).
Реформи Гракхів закріпили економічні і політичні позиції вершників і в кінцевому результаті відділивши їх від нобілітету. Гракхи значно покращили римський державний апарат шляхом адміністративних і конституційних реформ. В часи їхньої діяльності римська демократія досягла вищої точки свого розквіту. На одну мить було помітно, що сенаторській олігархічній республіці нобілів приходить кінець, а на зміну їм приходить розвинута антична демократія афінського типу.
Боротьба, очолювана Гракхами, закінчилася невдачею. Результати цієї боротьби показали, що збереження стійкого дрібного землеволодіння — однієї з основ республіканського ладу в умовах розвиненого рабовласництва, бурхливо зростаючих грошових стосунків і лихварства стало вже неможливим. У зв'язку з цим і роль сільського плебсу в політичному житті Риму поступово стає все менш і менш значною. Ми помітили, що дечого брати Гракхи змогли добитися при своїй владі в сенаті. Допомагала їм в цьому і партія популярів, яку підтримували як бідні селяни і міщани, що добивалися своїх прав на землю, так і еквіти з італіками, які добивалися прав на отримання римського громадянства. І все ж таки брати Гракхи, а, зокрема, Гай Гракх, який добився роздачі земель міщанам і селянам, так і не зміг надати прав на отримання італиками римського громадянства.
До кінця II ст. до н. е. демократія ще більше ослабла через прогрес у діяльності дрібних власників. Втручання в цю ситуацію військового елементу не тільки не посилило демократію в республіці, а навпаки значно послабило її. Просто військові елементи не були ще на стільки сильні, щоб слугувати опорою для демократичної диктатури. Політична нездатність Марія з цієї точки зору не стільки була його власною рисою, скільки відображала незрілість нової армії.
А вже Луцій Корнелій Сулла заклав основи імперії, хоча проголошував підтримку республіки, відновивши олігархічний режим правління.
Подальші події римської історії показують наслідки боротьби двох партій, що вилились у створення імперського режиму.